# 윌리슈 로베리
윌리슈 로베리(프랑스어: Ulrich Robeiri, 1982년 10월 26일~)는 프랑스의 은퇴한 펜싱 선수로 주 종목은 에페이다. 2008년 하계 올림픽에서 단체전 금메달을 획득했으며 세계 선수권 대회에서 금메달 7개, 은메달 1개, 동메달 2개를 획득했다.